# Meersburg
Meersburg er en by i Bodenseekreis i den tyske delstat Baden-Württemberg med 5.944 indbyggere (2018-12-31). Den ligger mellem Friedrichshafen og Überlingen.

## Geografi
Meersburg ligger på nordbredden af Bodensøen, ved overgangen fra Obersee til Überlinger See i en højde af mellem 400 og 500 meter. I selve byen er der en højdeforskel på 40 meter. 

## Historie
Burg Meersburg, der er vartegn for byen nævnes første gang i 988 i en bekendtgørelse fra kejser Otto 3. som Meresburg og var formodentlig en af Merovingernes befæstninger.

## Trafik
Fra Meersburg er der færgeforbindelse til Konstanz ved den Schweiziske grænse, på den modsatte side af Bodensøen. Meersburg ligger ved hovedvejen B 31, der går fra Breisach ved den franske grænse til Lindau tæt på grænsen til Østrig. 
Meersburg er også anløbsplads for turistbåde til Überlingen, Lindau, Bregenz og Konstanz.